# Metro van Suzhou
De metro van Suzhou is een vorm van openbaar vervoer in de Chinese miljoenenstad Suzhou, in het zuiden van de provincie Henan. Negen lijnen met 234 stations, waarvan 41 met overstapmogelijkheden tussen de lijnen, op een traject van 345 km werden sinds april 2012 in gebruik genomen.  In 2024 gebruikten 603 miljoen reizigers het metrosysteem, of gemiddeld 1,65 miljoen reizigers per dag. De piekdag tot juni 2025 is 31 december 2024, toen 3.476.300 reizigers de metro namen.
Sinds 24 juni 2023 is er een verbinding tussen de metro van Suzhou en de metro van Shanghai waar met lijn 11 van de metro van Suzhou in het metrostation Huaqiao, de oostelijke terminus gelegen in Kunshan, kan overgestapt worden op de westelijke terminus van lijn 11 van de metro van Shanghai.

## Lijnen
| Lijn | Eindbestemmingen                           | Geopend    | Lengte   | Stations |
| ---- | ------------------------------------------ | ---------- | -------- | -------- |
| 1    | Mudu - Zhongnan Jie                        | 2012       | 25,70 km | 24       |
| 2    | Qihe - Sangtiandao                         | 2013, 2016 | 40,40 km | 35       |
| 3    | Suzhou Xinqu Railway Station - Weiting     | 2019       | 45,20 km | 37       |
| 4    | Longdaobang - Tongli                       | 2017       | 41,50 km | 31       |
| 5    | Taihu Xiangshan - Yangchenghu South        | 2021       | 44,10 km | 34       |
| 6    | Suzhou Xinqu Railway Station - Sangtiandao | 2024       | 36,10 km | 31       |
| 7    | Changlou - Muli                            | 2024       | 35,20 km | 29       |
| 8    | Xijinqiao - Chefang                        | 2024       | 35,50 km | 28       |
| 11   | Weiting - Huaqiao (Kunshan)                | 2023       | 41,27 km | 28       |

## Tarieven
De metro van Suzhou hanteert kilometertarieven in functie van trajectlengte met minimaal 2 yuan voor elke afstand tot en met 6 kilometer, 3 yuan voor meer dan 6 kilometer en maximaal 11 kilometer, 4 yuan voor het afleggen van meer dan 11 kilometer en maximaal 16 kilometer en 5 yuan voor het afleggen van meer dan 16 kilometer en maximaal 23 kilometer. Als men meer dan 23 kilometer aflegt, wordt 1 yuan bovenop die 5 yuan in rekening gebracht voor elke extra 7 kilometer. De duurste tickets eind 2024 zijn 9 yuan. Daarnaast zijn er kortingen en vrijstellingen voor specifieke bevolkingsgroepen en leeftijdscategorieën.

## Ligging

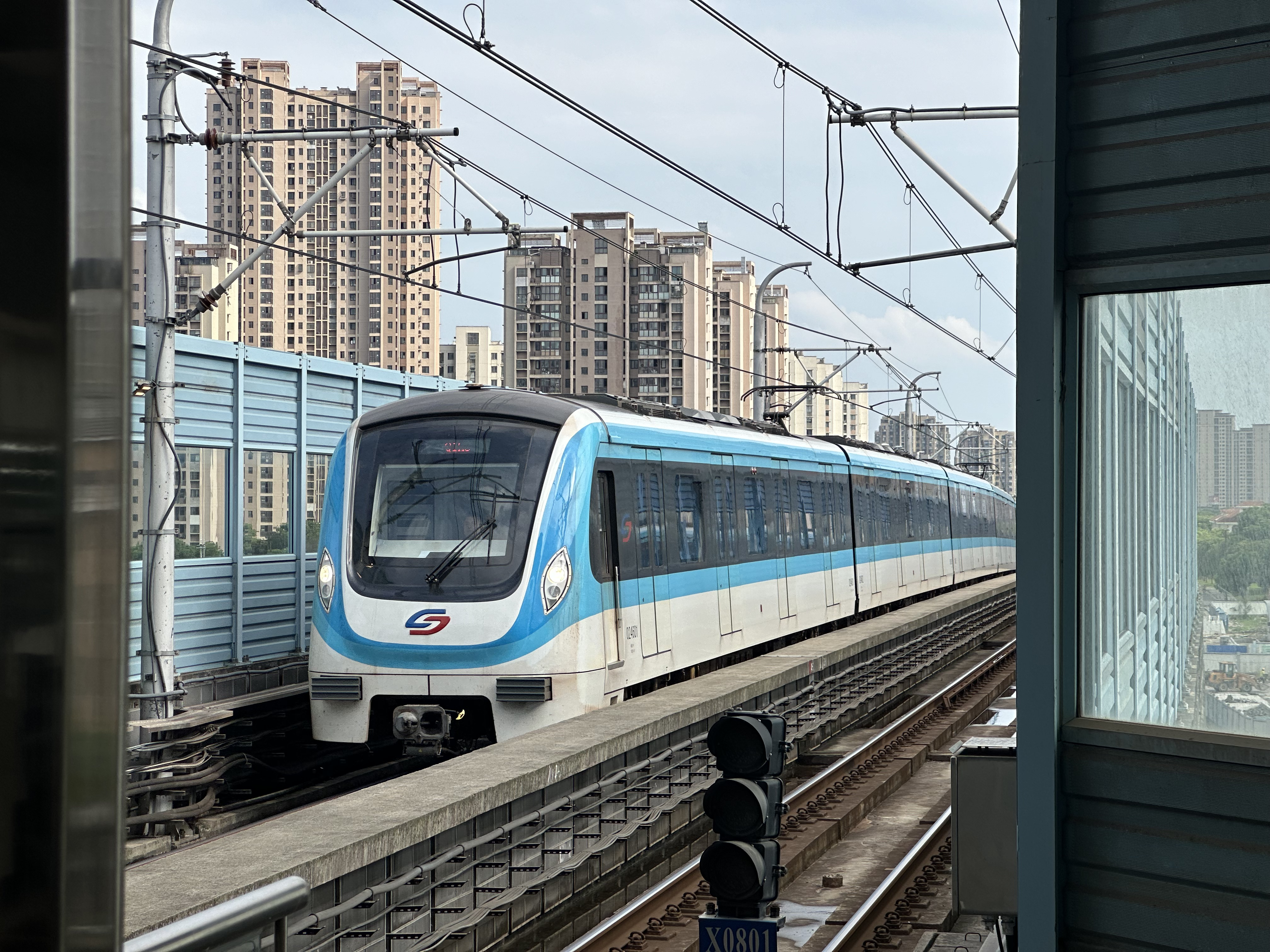

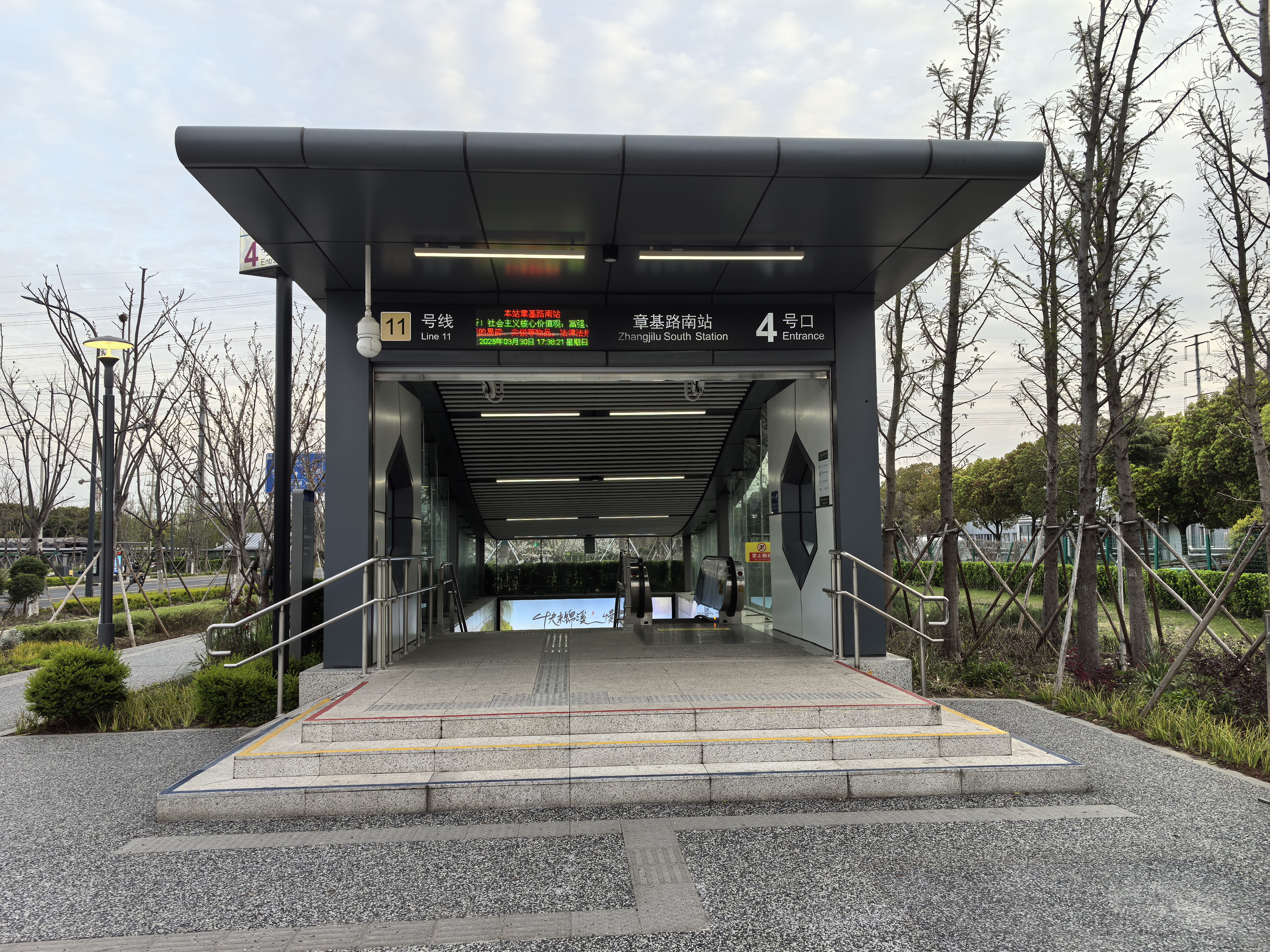